# Meganisi
Meganisi (Grieks: Μεγανήσι, letterlijk Groot eiland) is een eiland en gemeente (dimos) in de Griekse bestuurlijke regio (periferia) Ionische Eilanden, in het departement Lefkada. De gemeente telt 1040 inwoners.